# Nyron Nosworthy
Nyron Paul Henry Nosworthy (født 11. oktober 1980 i London, England) er en engelsk/jamaicansk tidligere fodboldspiller (midterforsvarer). 
Nosworthy tilbragte hele sin karriere i det engelske ligasystem, hvor han blandt andet spillede flere år i Premier League for Sunderland. Han spillede desuden 14 kampe for Jamaicas landshold, som han var berettiget til at repræsentere på trods af at være født i England, grundet hans jamaicanske far. Han debuterede for landet i en venskabskamp mod Guyana 18. maj 2012.